# Ceratotherium simum
El rinoceronte blanco (Ceratotherium simum) es una especie de mamífero perisodáctilo de la familia Rhinocerotidae y la mayor de las cinco especies de rinocerontes que existen (es el cuarto animal terrestre más grande y el cuarto mamífero terrestre más pesado después de las tres especies de elefantes). Puede  llegar a los 4,2 m de longitud, 1,85 m de altura y hasta las cuatro toneladas y media en los ejemplares más grandes. Es una de las dos especies de rinocerontes que viven en la sabana africana, siendo la otra el rinoceronte negro. Ambas tienen dos cuernos y se encuentran amenazadas, especialmente el rinoceronte negro, debido a la caza furtiva.
El último ejemplar macho de la subespecie del norte (Ceratotherium simum cottoni), murió el 20 de marzo de 2018 en la reserva en la que vivía en Kenia, al ser sacrificado tras varias semanas de enfermedad.

## Nombre común
Los rinocerontes blancos en realidad son de color gris, un poco más claro que el de los rinocerontes negros, por lo que existen diversas teorías que intentan explicar el origen de su nombre común. La más conocida sugiere que cuando los primeros colonos holandeses llegaron a la actual Sudáfrica, en el siglo XVII, habrían llamado a este animal wijde (‘ancho’) en referencia a su labio recto y ancho, bastante diferente al labio picudo del otro rinoceronte africano. Los británicos, que se establecieron en Ciudad del Cabo a partir de 1806, creyeron erróneamente que lo que los holandeses decían era white (‘blanco’), palabra inglesa de pronunciación similar. Sin embargo, esto parece no tener ninguna base y en realidad el nombre podría derivar del color pálido de los primeros ejemplares que fueron descritos.

## Características

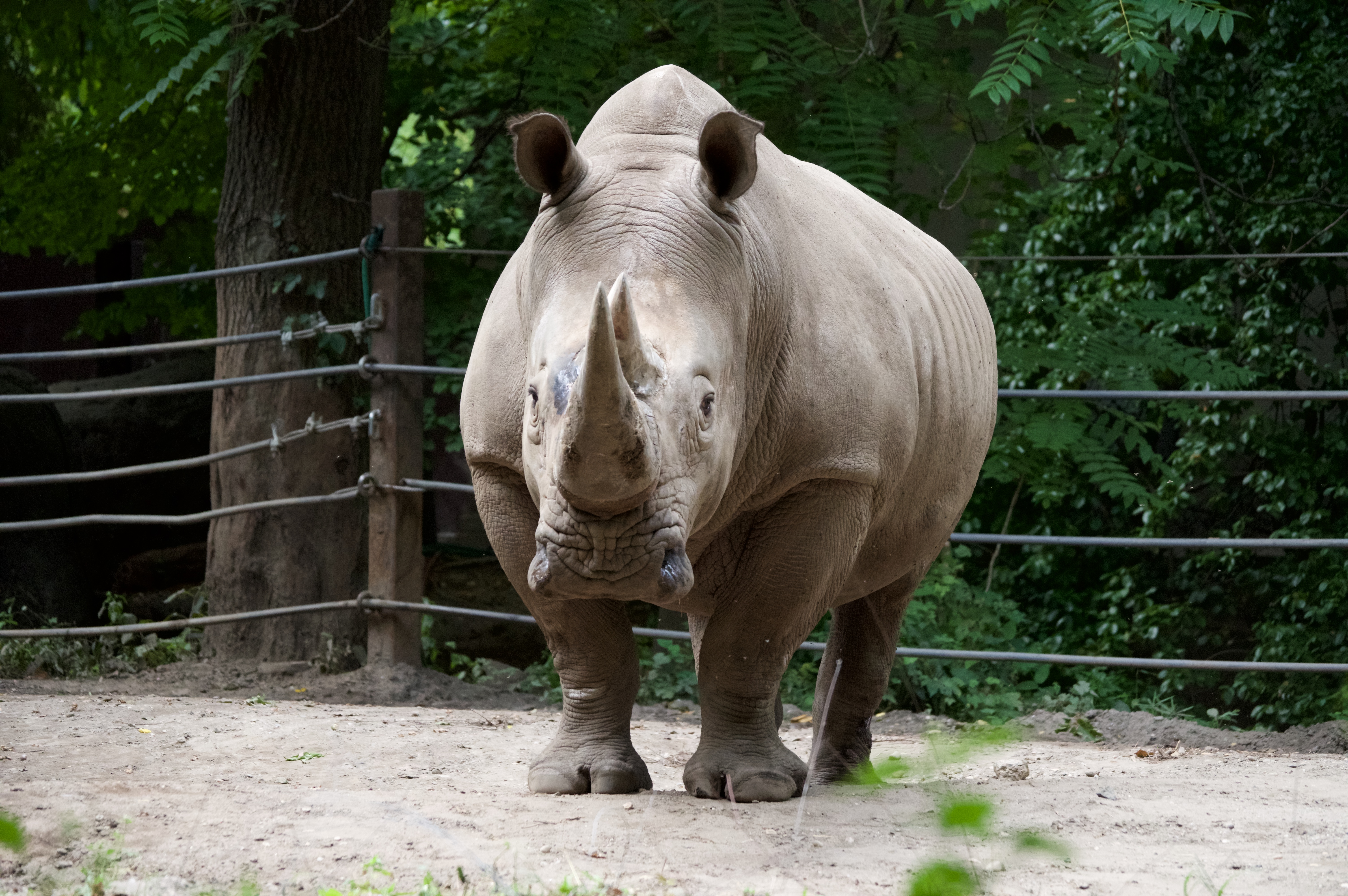
Rinoceronte blanco en el Zoológico del Bronx.

El labio ancho y recto se debe a que este animal se alimenta preferentemente de hierbas que recoge del suelo, mientras que el rinoceronte negro lo hace de vegetación arbustiva. Gracias a esto las dos especies de rinocerontes africanos, por lo demás muy similares en hábitos, pueden coexistir en un mismo ecosistema. El apareamiento no se produce en una época específica, y las hembras paren una sola cría cada cuatro o cinco años, cuando ya ha madurado la anterior.
El cuerno de los rinocerontes no es un cuerno verdadero como el de las vacas o el de los toros al no crecer del cráneo, ni un colmillo, como el de los hipopótamos, elefantes o jabalíes al no crecer de la boca. Es una dureza en la zona de la nariz y está formada por queratina el mismo material que forma uñas y pelo. Así, si el cuerno se rompe en una pelea, puede llegar a regenerarse, llegando incluso a crecer 7 cm al año.

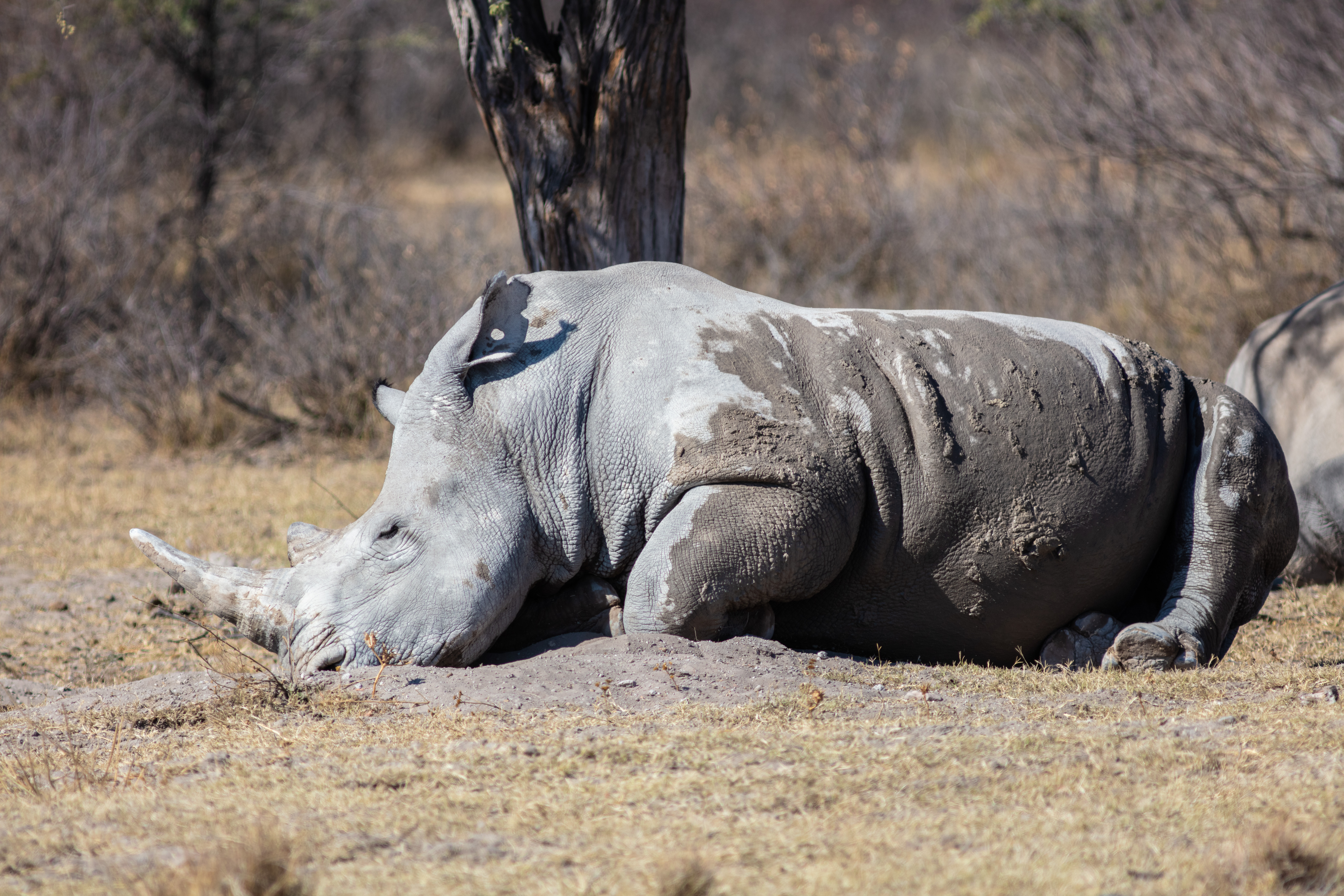
Detalle de un ejemplar en Botsuana.

El tamaño de los rinocerontes blancos machos oscila entre 3,70 y 4,20 m de longitud sin contar la cola (la cual promedia 70 cm en ambos sexos), una altura a los hombros de entre 1,70 a 1,86 m, y un peso de entre 2000 y 2300 kg. Mientras que las hembras van de 3,35 a 3,65 m de longitud, una altura al hombro de 1,60 a 1,77 m, y un peso de entre 1500 a 1700 kg.

## Taxonomía
Se reconocen las siguientes dos subespecies:
- Rinoceronte blanco del norte (Ceratotherium simum cottoni).
- Rinoceronte blanco del sur (Ceratotherium simum simum).

## Amenazas y estado de conservación
Según la UICN, el estado de conservación de la especie es «casi amenazada» NT (del inglés Near Threatened ). Sin embargo, existe una marcada diferencia en el estado de conservación de ambas subespecies.

### Rinoceronte blanco del Norte
La subespecie del norte (Ceratotherium simum cottoni) que habitaba exclusivamente en la República Democrática del Congo dentro del parque nacional Garamba tras su extinción de otras zonas como Sudán, casi ha desaparecido, fruto del acoso del ser humano y los conflictos bélicos de la zona. Esta subespecie fue clasificada como en «peligro crítico de extinción» (CR) por la UICN. Según datos de diciembre de 2014 quedaban vivos cinco miembros de la subespecie, de los cuales sólo uno es macho. En 2015 murieron dos hembras quedando solo tres miembros de la subespecie vivos; el macho se encontraba fuertemente custodiado en el parque-reserva Ol Pejeta Conservancy en Laikipia, Kenia, pero a causas de vejez falleció el 20 de marzo de 2018 quedando sólo las dos hembras.

### Rinoceronte blanco del sur
La subespecie del sur (Ceratotherium simum simum) fue clasificada como «casi amenazada» (NT) por la IUCN. De acuerdo a los datos de 2011, después de años de protección y reubicaciones la especie se ha incrementado a veinte mil ciento cincuenta animales en estado silvestre, aumentando por tanto de los diecisiete mil quinientos censados en 2007. En Sudáfrica se encuentra la mayor parte de la población mundial, con el 93 % de los animales (dieciséis mil doscientos cincuenta y cinco para 2007), si bien en 2010 se han contabilizado trescientos treinta y tres ejemplares muertos por causa de caza furtiva. En conjunto puede considerarse como un gran crecimiento el experimentado por la especie en los últimos años si se compara que a inicios del siglo XX quedaban apenas unos mil ejemplares.